# Robert Hunter (Golfspieler)
Robert Edward Hunter (* 20. November 1886 in Chicago, Illinois; † 28. März 1971 in Santa Barbara, Kalifornien) war ein US-amerikanischer Golfer.

## Biografie
Robert Hunter stammte aus Chicago und spielte dort Golf im Midlothian Country Club. Bei den Olympischen Spielen 1904 in St. Louis wurde er mit der Western Golf Association im Mannschaftswettkampf Olympiasieger. Im Einzel hingegen schied er im Achtelfinale gegen Burt McKinnie aus. Hunter zog später nach New Haven, wo er für die Yale Bulldogs neben dem Golf auch als Ruderer aktiv war. 1910 gewann Hunter die NCAA-Golfmeisterschaft im Einzel und im Team. Er nahm sieben Mal am US-Amateur und zweimal an den U.S. Open teil. Nach seiner Zeit an der Yale University besuchte Hunter die École nationale supérieure des beaux-arts de Paris, wo er Architektur studierte.